# Lothar Lorch
Lothar Lorch (* 3. Mai 1957 in Haßloch) ist ein deutscher Politiker (CDU) und war von 2013 bis 2020 Bürgermeister der Gemeinde Haßloch in der Pfalz.

## Berufliche und politische Tätigkeiten
Lorch trat 1974 in den öffentlichen Dienst der Kreisverwaltung Bad Dürkheim ein, wo er bis 1982 beschäftigt war. Danach wechselte er in die Verwaltung der Gemeinde Haßloch und war dort 38 Jahre lang tätig. Später war er zunächst erster Beigeordneter und wurde 2013 zum Bürgermeister gewählt. In dieser Funktion folgte er Hans-Ulrich Ihlenfeld nach, der Landrat des Landkreises Bad Dürkheim wurde.
Ende Juli 2020 gab Lorch bekannt, dass er sich dazu entschlossen hat mit Ablauf des 14. August 2020 in den Ruhestand zu treten, da er sein Amt als Bürgermeister aus gesundheitlichen Gründen nicht mehr ausüben kann. Ursprünglich wollte er die Amtsgeschäfte noch bis Ende Juni 2021 führen und dann auf eine weitere Kandidatur verzichten.